# Сампі (літера)
Са́мпі (сучасна форма: Ϡ, ϡ; архаїчна: Ͳ, Ͳ) — архаїчна буква грецького алфавіту, що позначала, ймовірно, сполучення [ss] або [ts], у деяких східних іонійських діалектах давньогрецької у 6-му і 5-му століттях до нашої ери. Досі використовується греками як символ для числа 900 у алфавітній («мілетській») системі числення. Сучасний вигляд літери, що нагадує π, яка схилялися праворуч та має довгий вигнутий хвіст, було отримано у ході її використання як цифри у візантійську епоху. Її теперішня назва, «сампі» (грец. σαμπί), що початково, ймовірно, означала просто «сан-пі», тобто «наче пі», є також середньовічного походження. Оригінальна стародавня назва літери невідома. Було висловлено припущення, що сампі є перевтіленням архаїчної букви «сан», яка мала форму М, ϻ і могла позначати звук [s] у деяких діалектах.

## Юнікод
У Юнікоді архаїчний T-подібний варіант літери має кодові позиції U+0372 для письмової (Ͳ) і U+0373 (ͳ), а пізніший варіант має позиції U+03E0 (Ϡ) і U+03E1 (ϡ).

## Примітка
1. ↑  Einarson, Benedict (1967). «Notes on the development of the Greek alphabet». Classical Philology 62: 1-24
2. ↑  Foat, F. W. G. (1905). «Tsade and Sampi». Journal of Hellnic Studies 25: 338—365.
3. ↑  Soldati, Agostino (2006). «„Τὸ καλούμενον παρακύϊσμα“: Le forme del sampi nei papiri». Archiv für Papyrusforschung 52: 209—217.